# Andrés Fleurquín
José Andrés Fleurquín Rubio (Montevideo, 2 agosto 1975) è un ex calciatore uruguaiano, di ruolo centrocampista.

## Carriera

### Club
Muove i primi passi nel Defensor Sporting, club del natio Uruguay. Grazie alle sue prestazioni, si trasferisce in Austria, allo Sturm Graz, dove rimane due anni prima di arrivare al Galatasaray in Turchia, con il quale disputa la Champions League. Dopo un periodo nel Rennes in Francia, viene acquistato dal Córdoba, in Spagna. Trasferitosi al Cadice, guadagna la posizione da titolare, giocando anche in prima divisione durante la Primera División 2005-2006.

### Nazionale
Ha giocato 11 volte con la nazionale di calcio dell'Uruguay dal 1997 al 2001, con cui ha partecipato alla Copa América 1997 e alla Copa América 1999.

## Palmarès

### Club
- Campionato uruguaiano: 1

Defensor Sporting: Clausura 1997
- Campionato turco: 1

Galatasaray: 2001-2002